# Il pianoforte e tu
Il pianoforte e tu è l'album di Bruno Martino datato 1980. Gli arrangiamenti sono di Victor Bach.

## Tracce
1. Il pianoforte e tu
2. Offro lauta mancia
3. Me dici come fai
4. Chissà
5. Il tuo silenzio è musica
6. Resta
7. Non conoscevo te
8. Tutte le strade porteno a Roma
9. Un'altra giornata
10. Che peccato